# Siculeni
Siculeni (in passato Madefalău oppure Petru Rareş, in ungherese Madéfalva) è un comune della Romania di 2 817 abitanti, ubicato nel distretto di Harghita, nella regione storica della Transilvania.
Il comune è formato oggi dal solo abitato di Siculeni; gli altri villaggi che ne facevano parte si sono staccati nel 2004, andando a formare i comuni di Ciceu e Racu.
La maggioranza della popolazione (circa il 97%) è di etnia Székely.

## Il massacro di Madéfalva

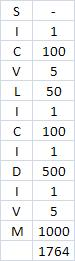

Sotto questo nome è noto l'eccidio avvenuto il 17 gennaio 1764, quando 200 Székely (Siculi) vennero giustiziati dai soldati di Maria Teresa d'Asburgo in quanto si rifiutavano di arruolarsi nell'esercito asburgico. Un monumento in ricordo di questo eccidio venne eretto nel 1905.
Curioso è il fatto che il nome latino dell'evento (SICVLICIDIVM), escludendo la "S" iniziale, è interamente formato da simboli rappresentanti numeri romani, la cui somma corrisponde a 1764, l'anno dell'eccidio.